# Ivan Il'ič Leonidov
Ivan Il'ič Leonidov (in russo Иван Ильич Леонидов?; Oblast' di Tver', 9 febbraio 1902 – Mosca, 6 novembre 1959) è stato un architetto, urbanista e pittore russo.

## Carriera
Nel 1919 Leonidov frequentò i liberi studi d'arte Svomas a Tver'. Dal 1921-27 studiò alla Vchutemas a Mosca sotto la tutela di Aleksandr Aleksandrovič Vesnin, spostando la propria attenzione della pittura all'architettura.  Il suo progetto irrealizzato di laurea nel 1927 per l'Istituto Lenin e la Biblioteca a Mosca lo pose al centro dell'attenzione internazionale. Il progetto venne esposto all'Esposizione di Architettura Contemporanea di Mosca e venne pubblicato nel giornale del Gruppo OSA (Associazione degli Architetti Moderni) Sovremennaja architektura. Passò quindi all'insegnamento al VChUTEMAS tra il 1928 e il 1930. Dal 1931-33 lavorò al Giprogor e al Mossovet e dal 1934-41 confluì nello studio di Moisej Jakovlevič Ginzburg al Commissariato Popolare per l'industria pesante.
L'unico progetto materializzato di Leonidov è stata una scalinata nel 1938 a Kislovodsk (fotografie del 1940: veduta generale, scalinata del teatro, scalinata della terrazza).

## Lavori (selezione)
- 1926 - Progetto per manifesti Izvestia a Mosca (VChUTEMAS studio con Aleksandr Vesnin)
- 1927 - Tesi (di laurea) Istituto Lenin e Biblioteca a Mosca (non realizzato)
- 1928 - Progetto di concorso per l'edificio del Centrosojuz a Mosca
- 1928 - Club del Nuovo Tipo Sociale. Variante B
- 1929 - Progetto per il monumento a Cristoforo Colombo a Santo Domingo
- 1929-1930 - Progetto di concorso per la Casa dell'Industria a Mosca
- 1930 - Progetto di concorso per il Palazzo della Cultura del distretto proletario a Mosca
- 1930 - Progetto di concorso per la città socialista di Magnitogorsk (direttore/coordinatore di un gruppo di studenti del VChUTEIN)
- 1934 - Progetto di concorso per l'edificio del Narkomtiazhprom (Commissariato Popolare per l'Industria Pesante a Mosca), Piazza Rossa, Mosca.
- 1937-1938 - Scalinata esterna del Sanatorio Ordzonikidze a Kislovodsk
- 1937-1941 - Palazzo dei Pionieri a Kalinin (Tver)
- anni '50 - Schizzi per la "città solare" e la sede delle Nazioni Unite